# Trebelbrücke (Nehringen)

Die 2011/12 original wiederaufgebaute historische Klappbrücke über die Trebel bei Nehringen

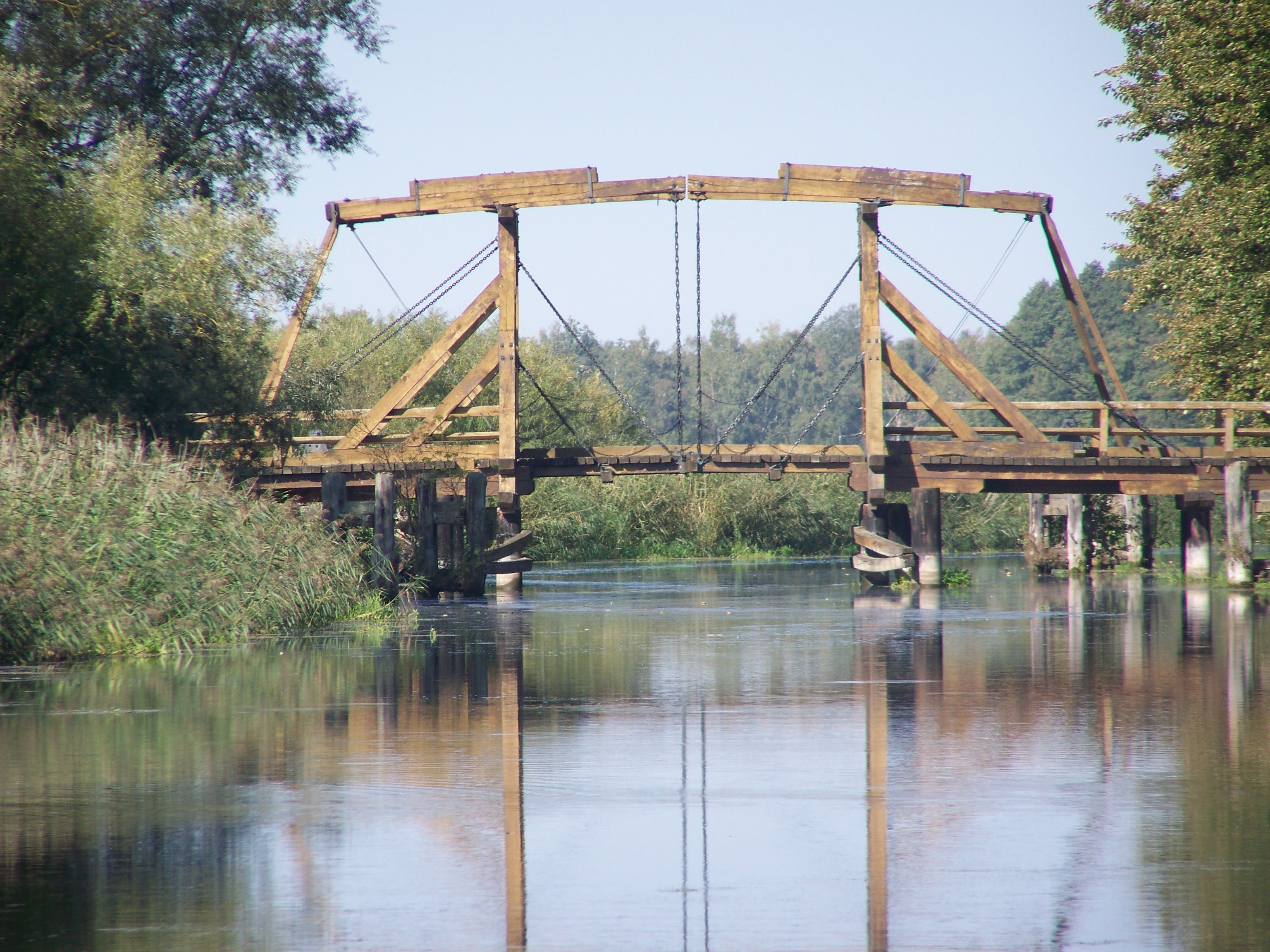
Trebelbrücke Nehringen (2009)

Die Trebelbrücke im Ortsteil Nehringen der Gemeinde Grammendorf ist eine hölzerne Klappbrücke über die Trebel. Sie verbindet die Landesteile Vorpommern und Mecklenburg des Landes Mecklenburg-Vorpommern.
Über die bewegliche, insgesamt 44,50 Meter lange Brücke führt die Straße zwischen Nehringen und Klein Methling. Die Fahrbahn der sieben Meter breiten Brücke ist 3,50 Meter breit; sie wird auf beiden Seiten der Trebel durch Betonteile auf zwei Meter reduziert. Die Spannweite beträgt sieben Meter, die Gesamtfläche 267 m².

## Geschichte
Die Trebel bildete hier jahrhundertelang die Landesgrenze zwischen Mecklenburg und Vorpommern. Ein erster, mittelalterlicher Übergang über die Trebel bei Nehringen ist im Jahr 1505 jedoch zerstört. Im Jahr 1780 stellte die schwedische Regierung Vorpommerns Anträge auf eine neue Trebelquerung, was von mecklenburgischer Seite abgelehnt wurde. Im Jahr 1868 informiert der Magistrat Gnoiens das zuständige Amt in Dargun über Pläne zum Bau einer Straße von Dargun über die Trebel nach Pommern; im April 1896 werden diese Pläne einer eisernen Drehbrücke nach vergeblichen Verhandlungen mit der nunmehr preußischen Regierung Vorpommerns zu den Akten gelegt. Nach 1900 erhielten die Plänen neuen Auftrieb. Geplant war nun eine hölzerne Klappbrücke, wie der Gnoiener Magistrat im Jahr 1909 die mecklenburgische Regierung informierte. Die vom Königlichen Baurat Westphal aus Stralsund projektierte Brücke wurde mit Baukosten in Höhe von 36.000 Mark veranschlagt, wobei diese Kosten gemeinsam von pommerscher und mecklenburgischer Seite aufgebracht wurden. Im Jahr 1910 verlieh der preußische König aus Anlass der bevorstehenden Eröffnung der Brücke Darguner Amtshauptmann Drechsler den Kronenorden dritter Klasse und dem Gnoiener Bürgermeister Schmidt Roten Adlerorden vierter Klasse für ihr Engagement. Die Übergabe der Brücke für den Verkehr war zunächst im Frühjahr 1911 vorgesehen, wurde aber wegen einer Tierseuche verschoben; die Brücke wurde am 19. Juni 1911 vom Regierungspräsidenten zu Stralsund freigegeben.
Die Brücke wurde 1947 erneuert. 1983 wurde die alte Brücke abgebrochen und bis 1991 nach historischem Vorbild rekonstruiert. Im Herbst 2004 wurden umfangreiche Instandsetzungsarbeiten durchgeführt. 2011 wurde die Brücke wegen Baufälligkeit erneut abgebrochen und nach den Plänen der Vorgängerin rekonstruiert. Seit Sommer 2012 ist sie wieder für Fahrzeuge bis 2,5 t. befahrbar.